# Cult of the Lamb
Cult of the Lamb è un videogioco indipendente di genere roguelike con una componente gestionale, sviluppato da Massive Monster e pubblicato da Devolver Digital nel 2022. Il gioco segue le vicende di un agnello che, dopo essere stato salvato dalla morte da un'entità divina conosciuta come Colui che aspetta, deve ripagare il debito creando una setta in suo nome. Cult of the Lamb ha ricevuto giudizi positivi e ottenuto numerosi riconoscimenti.

## Trama

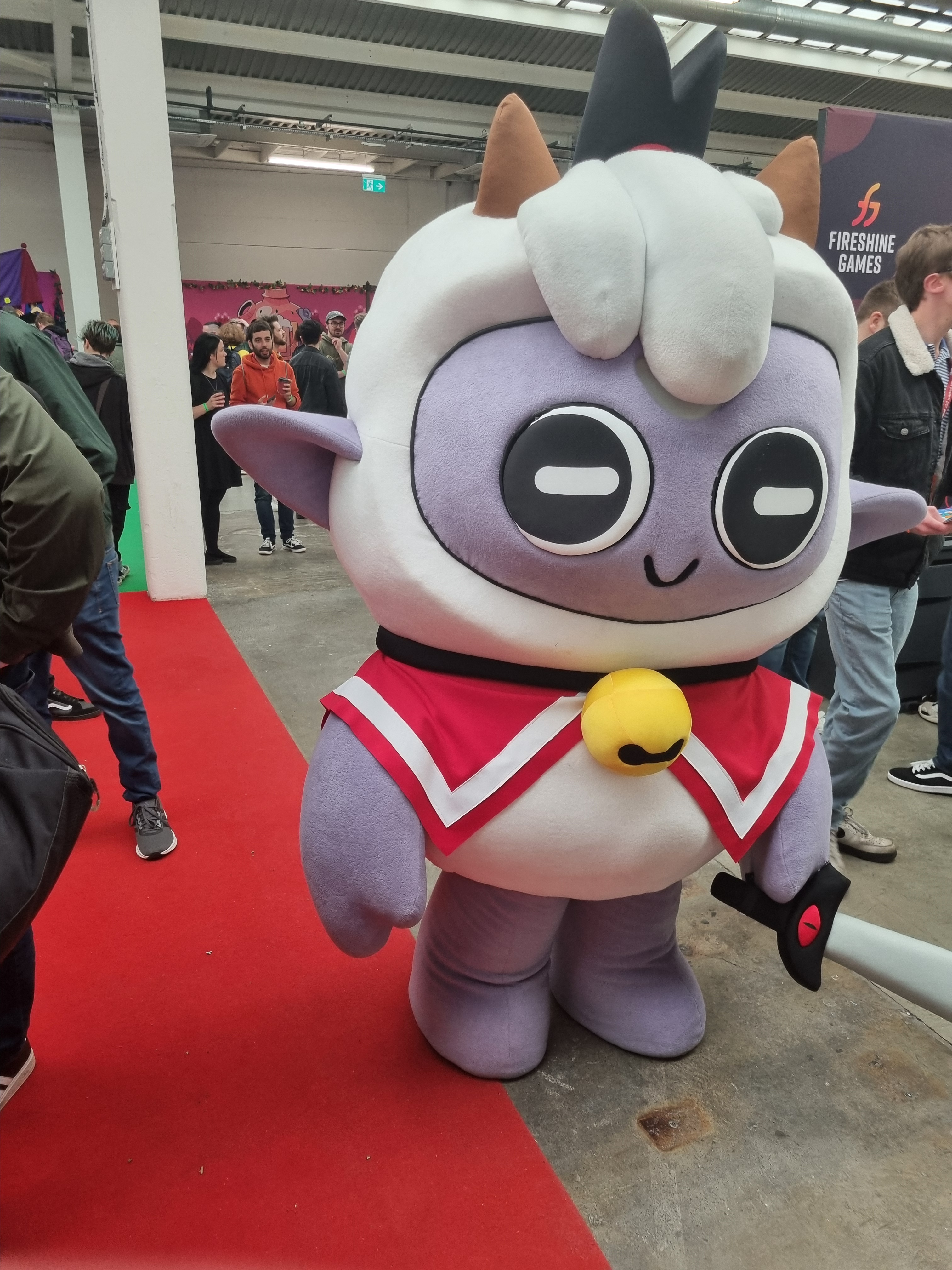
Costume dell'Agnello protagonista

In una terra di falsi profeti, l'Agnello, presumibilmente l'ultimo della sua specie, viene portato davanti ai Vescovi e sacrificato davanti a loro. Dopo essere morto, l'Agnello si ritrova al cospetto di Colui che aspetta, una strana divinità incatenata. Quest'ultimo incarica l'Agnello di creare un culto in suo nome, dà all'Agnello una corona demoniaca e lo resuscita.
Aiutato da Ratau, il precursore dell'Agnello, il protagonista si stabilisce presso le rovine di un tempio e fonda un culto per conto di Colui che aspetta, al fine di sconfiggere gli altri Vescovi (Leshy, Heket, Kallamar e Shamura) e liberarlo. Dopo essersi insediato nel suo culto, l'Agnello si avventura in una serie di crociate, sconfiggendo ciascuno dei Vescovi e allo stesso tempo espandendo il numero dei suoi seguaci, aumentando la sua influenza e potenziandosi. Con la morte di ogni vescovo, una delle quattro catene che tengono Colui che aspetta si rompe, liberando infine la divinità. Nel corso delle varie crociate, in più occasioni, i Vescovi e Colui che aspetta comunicano con l'Agnello.
Mentre si avvicina progressivamente al suo obiettivo finale, Colui che aspetta informa l'Agnello che i Vescovi lo hanno tradito e imprigionato, e che aspira a governare il culto e il mondo, ricreandoli a sua immagine. Durante la crociata dell'Agnello contro Shamura, egli rivela la vera identità di Colui che aspetta: "Narinder". Inoltre, questi informa l'Agnello che Narinder era il quinto Vescovo, e loro fratello e pari, e con essi ha governato il regno della morte. Shamura dichiara anche che millenni prima, Narinder, diventato troppo ambizioso e scontento del suo ruolo di Vescovo, Narinder tradì i Vescovi, il che costrinse Shamura e gli altri a imprigionarlo.
In seguito alla sconfitta di Shamura, Colui che aspetta ordina all'Agnello di fargli visita nel suo regno per restituire la corona demoniaca e di essere sacrificato in suo nome. L'Agnello apre l'ultimo portale e si presenta a Colui che aspetta. l'Agnello viene costretto a sacrificarsi nel nome del dio, in modo che questi possa riprendere la sua corona e ottenere il suo posto come dio del mondo. Al giocatore viene data la possibilità di sacrificarsi per adempiere alla profezia o rifiutare di farlo. Se il giocatore accetta, Colui che aspetta viene liberato e successivamente tortura l'Agnello prima di ucciderlo, ponendo fine al gioco.
Se il giocatore si rifiuta di obbedire, inizia una battaglia tra l'Agnello e i seguaci di Colui che aspetta, Baal e Aym. Al termine della battaglia, Colui che aspetta viene privato dei suoi poteri e si trasforma in una creatura simile a un seguace di nome Narinder. Quest'ultimo ammette la sconfitta e chiede al giocatore di risparmiarlo. Se il giocatore sceglie di uccidere Narinder, questi afferma che l'Agnello non è diverso da come era prima di essere ucciso. Se il giocatore sceglie invece di risparmiare Narinder, questo viene indottrinato nel culto come seguace immortale e taccia l'Agnello di essere un debole. Entrambe le opzioni portano al salvataggio dei seguaci dell'Agnello, al suo ritorno al culto e alla fine del gioco.
Nel post-partita, l'Agnello incontra un'entità che si fa chiamare Mercante dell'Eternità e Misuratore degli Dei. L'entità chiede di affrontare di nuovo i boss e di liberare i Vescovi nell'aldilà per indottrinarli; richiede inoltre che gli vengano portati degli oggetti chiamati Lacrime di Dio. Per ogni Vescovo liberato, rivela all'Agnello il passato di ciascuno di essi. Dopo averli resuscitati tutti, dà una statua o un seguace all'Agnello.

## Modalità di gioco
Cult of the Lamb è un titolo roguelite in cui il giocatore controlla un agnello che ha il compito di formare una setta per conto del dio noto come Colui che aspetta. Quest'ultimo obbliga il giocatore a intraprendere una serie di missioni (le "crociate"), all'interno di quattro regioni, per combattere dei nemici (gli "eretici"). Nel corso di queste il protagonista ha la possibilità di raccogliere armi, potenziamenti e risorse e soccorrere degli NPC al fine di affiliarli alla propria setta.
Cult of the Lamb ha anche una componente gestionale. Nel corso della partita, il giocatore deve infatti utilizzare le suddette risorse per costruire un insediamento e assegnare vari compiti ai seguaci che lo popolano, tra cui raccogliere risorse, renderli partecipi a sermoni e rituali e fare in modo che possano aiutare l'Agnello nel corso delle sue crociate. Al giocatore è anche assegnato il compito di nutrire gli adepti, fornire loro dei letti e pulire il villaggio. Se l'Agnello viene meno alle esigenze dei suoi seguaci, questi possono ribellarsi e diffondere malcontento tra gli altri membri del culto. L'Agnello ha anche la possibilità di interagire con i singoli sottoposti, ad esempio intrattenendoli, facendo loro dei regali, mettendoli alla gogna quando si ribellano o uccidendoli; i vari membri della setta possono essere personalizzati.

## Sviluppo
Cult of the Lamb venne sviluppato dallo studio indipendente australiano Massive Monster, che aveva precedentemente pubblicati i giochi The Adventure Pals (2018), Never Give Up (2019) e Unicycle Giraffe (2019). Temendo che lo stile bambinesco di questi portassero a credere che la Massive Monster fosse indirizzata a un pubblico infantile, lo studio decise di optare per un nuovo gioco che affrontasse i temi dell'orrore e dell'occulto. La Massive Monster iniziò a lavorare a un roguelite e dungeon crawler, ma con il passare del tempo il gioco assunse connotati diverse dalle premesse iniziali. Originariamente, Cult of the Lamb era incentrato su un dio agnello cacciato da un pantheon ed è ora obbligato a ricostruire il suo seguito in Terra. Il progetto subì una revisione, nella quale l'agnello sarebbe andato all'inferno. L'opzione venne però scartata in quanto avrebbe trattato il tema della tortura, giudicato troppo violento. Successivamente lo studio decise di optare per la trama attuale. Il gioco venne pubblicato dalla Devolver Digital nel 2022.

## Accoglienza
Cult of the Lamb ha ricevuto giudizi critici molto positivi. In occasione degli Australian Game Developer Awards del 2022, vinse nelle categorie Game of the Year, Excellence in Music, Excellent in Art e Excellence in Gameplay. Ottenne anche il premio "miglior gioco indipendente" durante i Golden Joystick Awards del 2022 oltre a vincere nella categoria "gioco dell'anno" dei Gayming Awards del 2023. Sempre nel 2023, gli venne assegnato il premio WSA Game Music Award durante i World Soundtrack Awards.
Fino al mese di ottobre del 2024 Cult of the Lamb ha venduto 4.5 milioni di copie.